# Ivan Smirnov (politicus)

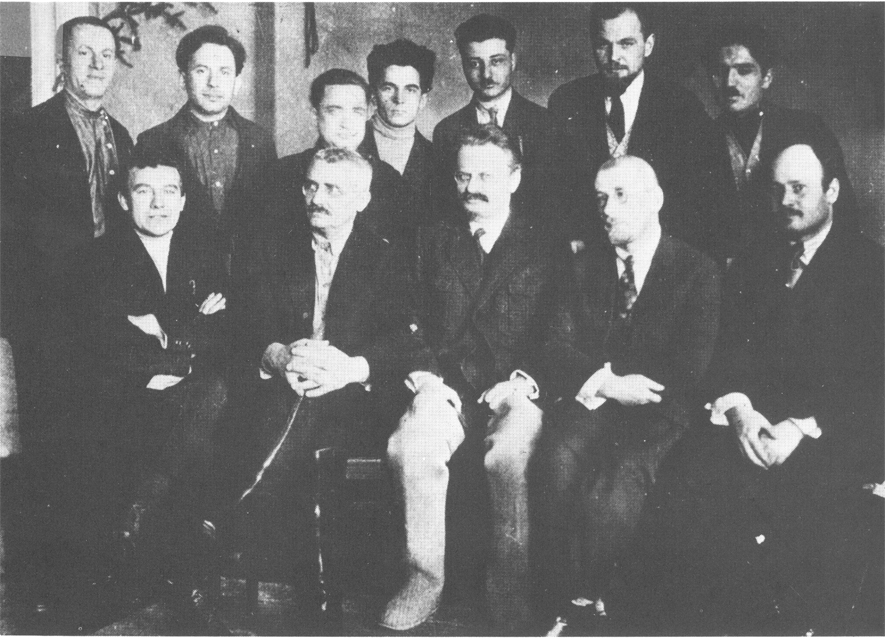
Leden van Trotski's Linkse Oppositie, 1927. Smirnov zittend naast Trotski, 2e v.l. Rechtsachter: Ter-Vaganjan.

Ivan Nikititsj Smirnov (Russisch: Иван Никитич Смирнов) (Gouvernement Rjazan, januari 1880 – Moskou, 25 augustus 1936) was een Sovjet-Russisch politicus en slachtoffer van Jozef Stalins Grote Zuivering.

## Leven
Smirnov was een sociaal-revolutionair van het eerste uur. Reeds in 1899 sloot hij zich aan bij de Russische Sociaaldemocratische Arbeiderspartij en werd kort daarna bolsjewiek. Zijn revolutionaire activiteiten leidden hem langs tal van Russische steden en herhaaldelijk werd hij gearresteerd. Na de Februarirevolutie (1917) trad hij toe tot de Sovjet van Tomsk en na de Oktoberrevolutie werd hij lid van de Russische Grondwetgevende Vergadering, die tot januari 1918 bestond. Tijdens de Russische Burgeroorlog was hij lid van de Revolutionaire Militaire Raad (met Trotski als voorzitter) en vocht hij als een der rode legeraanvoerders aan het Oostelijk front tegen de Witten van Koltsjak.
Van 1920 tot 1922 was Smirnov lid van de Opperste Raad voor Volkseconomie van de Opperste Sovjet van de RSFSR en van 1922 tot 1923 de Opperste Sovjet voor de Nationale Economie. Van 1921 tot 1922 was hij tevens lid van het Stadscomité van Sint-Petersburg en meest naaste medewerker van Grigori Zinovjev. Van 1923 tot 1927 was hij Volkscommissaris voor het Russische Post- en Telegraafwezen.
In 1923 werd Smirnov actief lid van Trotski’s Linkse Oppositie. Hij ondertekende onder andere de "Verklaring van 46", waarin vooraanstaande politici zich keerden tegen de bureaucratisering en onder ander bezwaar maakten tegen de toenemende macht van de  Secretaris-generaal (i.c. Stalin). Na de val van Trotski in 1927 werd Smirnov uit de partij gestoten, maar na een spijtbetuiging in 1929 weer opgenomen. Begin jaren dertig raakte Smirnov echter opnieuw in de problemen nadat hij steun gaf aan het zogenaamde `Rjoetin/platform´, dat de intentie had om Stalin af te zetten. In 1933 werd hij opnieuw gearresteerd en gevangengezet. Nog tijdens zijn gevangenschap werd hij vervolgens opnieuw gearresteerd, omdat hij contacten met Trotski zou hebben en lid zou van een zogenaamd terroristisch ‘Trotskistisch-Zinovjistisch Centrum’. In de fase van het vooronderzoek duurde het erg lang om hem te 'breken', hetgeen uiteindelijk lukte nadat ze hem zijn dochter Olga in de gevangenis lieten zien. Tijdens het eerste Moskouse showproces werd hij berecht, samen met onder andere Zinovjev en Kamenev. Toen hij tijdens het proces opmerkte dat hij nauwelijks een rol in welk complot dan ook had kunnen spelen omdat hij in de gevangenis zat, noemde aanklager Andrej Vysjinski dit naïef; er zou een geheime code zijn ontdekt waarmee Smrirnov met leden van het centrum in contact was gebleven. De code kwam verder nooit boven tafel, maar Smirnov werd niettemin met de andere aangeklaagden veroordeeld en direct na het proces doodgeschoten. Zijn vrouw Roza en dochter Olga werden een jaar later geëxecuteerd.
Smirnov werd gerehabiliteerd in 1988, tijdens de perestrojka.